# Universidad Autónoma de Guadalajara
La Universidad Autónoma de Guadalajara, (UAG) es la primera universidad privada y autónoma en México, ubicada en Guadalajara, Jalisco, México. Fue fundada el 3 de marzo de 1935 por Carlos Cuesta Gallardo y por los hermanos Ángel y Antonio Leaño Álvarez del Castillo, junto con empresarios y un movimiento estudiantil dirigido por la Federación de Estudiantes de Jalisco, que se oponían al proyecto de la educación socialista del gobierno del presidente Lázaro Cárdenas del Río (1934-1940).
Hoy en día, es una de las 10 mejores universidades de México. Es considerada la mejor universidad del occidente de México y cuenta con más de 140,000 egresados. Sus egresados son de todos los continentes del mundo, principalmente de los Estados Unidos.
Tiene una de las mejores facultades de Derecho de México y entre sus egresados distinguidos se encuentran Ministros de la Suprema Corte de Justicia de México.
La Universidad Autónoma de Guadalajara ha alcanzado prestigio nacional e internacional y mantiene gran afluencia de estudiantes extranjeros, especialmente en su Facultad de Medicina. Dicha facultad es la más antigua de las escuelas de medicina particulares en México y fue fundada al mismo tiempo que la UAG.

## Historia
Debido a la dificultad para la adecuada cátedra según el movimiento estudiantil, al referir que debido a la postura del presidente Lázaro Cárdenas y numerosos diputados federales del Partido Nacional Revolucionario (PNR) afines a él, quienes aprobaron la sustitución de la educación libre y laica por una obligatoria socialista,  aun al contravenir esto a la Constitución de 1917 cuyos artículos 3º y 24 establecen una educación laica y la libertad de creencias, un grupo de jóvenes decidieron fundar en Guadalajara la Universidad Autónoma de Occidente (UAO), hoy Universidad Autónoma de Guadalajara (UAG).

El 2 de septiembre de 1932, Pascual Ortiz Rubio (1877-1963) al cabo de dos años renuncia a la presidencia, a causa de que el expresidente Plutarco Elías Calles (1877-1945) el autoproclamado "Jefe Máximo de la Revolución Mexicana", continuaba manejando a su antojo los hilos de la política mexicana. En ese sexenio, 1928-1934, en su lugar es nombrado presidente interino el general Abelardo Luján Rodríguez (1889-1967), quien se ocupa de los asuntos administrativos, y Calles de la política. En esta época, se modifica el artículo tercero de la Constitución Mexicana para la enseñanza de la educación socialista.
Del 8 al 14 de septiembre de 1933 se llevó a cabo el Congreso de Universitarios Mexicanos en la Ciudad de México convocado con finalidades académicas y administrativas. Vicente Lombardo Toledano, director de la Escuela Nacional Preparatoria utilizó la convocatoria para presentar y lograr aprobar el ideario socialista en la educación. 
El 20 de julio de 1934, Plutarco Elías Calles se dirigió al pueblo de Jalisco para expresar su opinión sobre la reforma al artículo 3º de la Constitución. El mensaje fue conocido como el "Grito de Guadalajara".
Fueron cofundadores de la entonces UAO: Carlos Cuesta Gallardo, Ángel Leaño Álvarez del Castillo,  su hermano Antonio Leaño Álvarez del Castillo, y Dionisio Fernández Sahagún.

### Culminación de la Autonomía
Las relaciones entre la Universidad Autónoma de Guadalajara y los gobiernos federal y local sólo fueron difíciles en su primera década, pero la situación no solo se superó sino que sucesivos presidentes de la República y gobernadores de Jalisco se mostraron cooperativos con la Universidad a través de sus servicios sociales y de comunicación. En 1991, al cumplir la Universidad 56 años de existencia, el presidente Carlos Salinas de Gortari instruyó al secretario de Educación Pública, Manuel Bartlett Díaz, para que emitiera el Acuerdo 158 que concede a la UAG plena independencia académica y capacidad de emitir ella sus títulos de enseñanza media, grado y posgrado, lo que está vigente desde el 26 de julio de ese año al publicarse en el Diario Oficial de la Federación.

## Facultad de Medicina
La Facultad de Medicina de la UAG es una de la más antiguas facultades de medicina en México. Se fundó al mismo tiempo que la UAG, y las primeras clases fueron impartidas el 5 de junio de 1935, en su sede original en Avenida Tolsá 238, en Guadalajara (la ahora Avenida Enrique Díaz de León Sur), en el edificio donado por el señor Ramón Garibay, que posteriormente se convirtió en hospital universitario y aún se utiliza como tal. Actualmente el nosocomio lleva el nombre de "Hospital Ramón Garibay".
En 1963, los cursos de ciencias básicas de la Facultad de Medicina fueron trasladados a Lomas del Valle, en donde se localiza el Instituto de Ciencias Biológicas, una serie de edificios e instalaciones que albergan actualmente la Facultad de Medicina en Guadalajara, Jalisco.
En 1974 fue inaugurado el segundo hospital universitario. Este nosocomio  lleva el nombre de uno de los fundadores de la Universidad, el Doctor Ángel Leaño, y funcionó como hospital escuela hasta su cierre en julio de 2018. Ha mantenido un nivel académico que le permite sostener un prestigio internacional reconocido en varios países. José Vasconcelos la llamó "El Milagro Cultural de América".

## Campus
La sede principal de la Autónoma de Guadalajara es Ciudad Universitaria, ubicada en el municipio de Zapopan; en dicho lugar se encuentra la rectoría y la mayoría de las carreras que se imparten. Cuentan también con el Instituto de Ciencias Biológicas, UAG campus Santa Anita (Tlaquepaque), UAG Campus Tepic, UAG Campus Tabasco, Instituto Autónomo de Educación de Tecomán (IAETAC), el colegio Lomas del Valle y educación básica en Santa Anita.

## Rectorado y deceso del rector Luis Garibay Gutiérrez
El doctor Luis Garibay Gutiérrez nació en Zamora Michoacán el 28 de septiembre de 1916, fue médico por la Universidad Autónoma de Guadalajara (1940), pediatra por el Hospital Infantil de México (1946) y maestro en educación por la Universidad de Houston (1977).
Garibay se desempeñó como profesor y director de la Escuela de Medicina (1949-1952) y rector de la UAG por más de 30 años. Fue presidente de la Asociación Latinoamericana de Pediatría (1963-1966) y de la Asociación Internacional de Presidentes y Rectores Universitarios (1987). Escribió 59 trabajos sobre temas de medicina y 184 sobre materias educativas y generales.
El 26 de febrero de 1999 falleció el entonces rector, doctor Luis Garibay Gutiérrez, y fue nombrado rector el licenciado Antonio Leaño Álvarez del Castillo.